# James Lin Xili
James David Lin Xili (林錫黎; * 19. Oktober 1918 in Yueqing, Volksrepublik China; † 4. Oktober 2009 in Wenzhou, Zhejiang, Volksrepublik China) war der römisch-katholische Bischof von Wenzhou, eines Bistums der katholischen Untergrundkirche in China. Er verbrachte 16 Jahre wegen seines Glaubens in chinesischen Gefängnissen und Zwangsarbeitslagern.

## Leben
James Lin Xili wurde 1944 für das Bistum Ningpo zum Priester geweiht. Er studierte bis 1948 an der Katholischen Fu Jen Universität in Peking. Er war in Ningpo in der pastoralen Arbeit tätig und wurde in den 1950er Jahren während der Errichtung eines kommunistischen Staates durch Bischof André-Jean-François Defebvre CM zum Apostolischen Administrator des Bistums Ningpo bestellt. Er wurde 1955 wegen „konterrevolutionären Verbrechen“ verhaftet und verbrachte 16 Jahre in Gefängnissen und als Schuster in Zwangsarbeitslagern. Nach seiner Entlassung 1971 nahm er den pastoralen Dienst wieder auf, konnte die Verwaltung 1978 wieder einsetzen und half bei der Wiederherstellung alter Kirchen und dem Bau neuer Kirchen.
1992 empfing er insgeheim die Bischofsweihe. Er war erster Bischof des bereits 1949 durch die römische Kurie gegründeten Bistums Wenzhou. Die offizielle Kirche von China sowie die Regierung Chinas akzeptierten seine Ernennung nie. In China wird die katholische Kirche staatlich reglementiert; die Anerkennung der römisch-katholischen Kirche unter päpstlicher Autorität ist untersagt.
Das Bistum entwickelte sich unter seiner Führung. 2009 zählte sein Bistum über 100.000 Gläubige. 1998 konnte er sich einer erneuten Verhaftung entziehen, wurde ab 1999 wieder verhaftet und stand bis zu seinem Tode unter polizeilicher Überwachung sowie seit 2003 unter Hausarrest; er starb nach zehnjähriger Alzheimer-Krankheit. Berichterstattung im Internet wurde seitens der chinesischen Regierung unterbunden; eine katholische Website mit Nachruf und Fotos wurde geschlossen.